# Pseudeurostus hilleri
Pseudeurostus hilleri es una especie de escarabajo araña del género Pseudeurostus, orden Coleoptera. Fue descrita por Reitter en 1877.

## Distribución y hábitat
Se distribuye por Japón. Introducida en Inglaterra. También ha sido reportada en Suecia y Canadá desde Nuevo Brunswick hasta Columbia Británica.
Se sabe que habita en almacenes y fábricas, lugares donde ha sido encontrada.